# Rhododendron gologense
Rhododendron gologense är en ljungväxtart som beskrevs av C. J. Xu och Z. J. Zhao. Rhododendron gologense ingår i släktet rododendron, och familjen ljungväxter. Inga underarter finns listade i Catalogue of Life.